# Liste der Kulturdenkmale im Unstrut-Hainich-Kreis

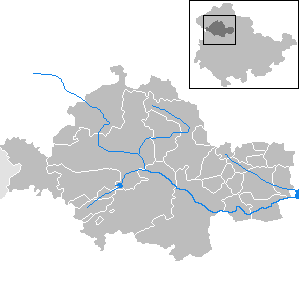
Aufteilung des Landkreises in einzelne Gemeinden

Wappen des Landkreises

Die Liste der Kulturdenkmale im Unstrut-Hainich-Kreis listet die Kulturdenkmale im thüringischen Unstrut-Hainich-Kreis, aufgelistet nach einzelnen Gemeinden. Die Angaben in den einzelnen Listen ersetzen nicht die rechtsverbindliche Auskunft der zuständigen Denkmalschutzbehörde.

## Aufteilung
Wegen der großen Anzahl von Kulturdenkmalen im Unstrut-Hainich-Kreis ist diese Liste in Teillisten nach den Städten und Gemeinden aufgeteilt.
| Stadt/Gemeinde            | Karte | Kulturdenkmale                              | Bild eines Denkmals         |
| ------------------------- | ----- | ------------------------------------------- | --------------------------- |
| Bad Langensalza           |       | Kulturdenkmale in Bad Langensalza           | Fachwerk an der Marktkirche |
| Bad Tennstedt             |       | Kulturdenkmale in Bad Tennstedt             | Das Rathaus                 |
| Ballhausen                |       | Kulturdenkmale in Ballhausen                |                             |
| Blankenburg               |       | Kulturdenkmale in Blankenburg               |                             |
| Bruchstedt                |       | Kulturdenkmale in Bruchstedt                |                             |
| Großvargula               |       | Kulturdenkmale in Großvargula               |                             |
| Haussömmern               |       | Kulturdenkmale in Haussömmern               |                             |
| Herbsleben                |       | Kulturdenkmale in Herbsleben                |                             |
| Hornsömmern               |       | Kulturdenkmale in Hornsömmern               |                             |
| Kammerforst               |       | Kulturdenkmale in Kammerforst               |                             |
| Kirchheilingen            |       | Kulturdenkmale in Kirchheilingen            |                             |
| Körner                    |       | Kulturdenkmale in Körner                    | Die Unterkirche             |
| Kutzleben                 |       | Kulturdenkmale in Kutzleben                 |                             |
| Marolterode               |       | Kulturdenkmale in Marolterode               |                             |
| Mittelsömmern             |       | Kulturdenkmale in Mittelsömmern             |                             |
| Mühlhausen                |       | Kulturdenkmale in Mühlhausen                |                             |
| Nottertal-Heilinger Höhen |       | Kulturdenkmale in Nottertal-Heilinger Höhen |                             |
| Oppershausen              |       | Kulturdenkmale in Oppershausen              |                             |
| Südeichsfeld              |       | Kulturdenkmale in Südeichsfeld              |                             |
| Sundhausen                |       | Kulturdenkmale in Sundhausen                |                             |
| Tottleben                 |       | Kulturdenkmale in Tottleben                 |                             |
| Unstrut-Hainich           |       | Kulturdenkmale in Unstrut-Hainich           |                             |
| Unstruttal                |       | Kulturdenkmale in Unstruttal                |                             |
| Urleben                   |       | Kulturdenkmale in Urleben                   |                             |
| Vogtei                    |       | Kulturdenkmale in Vogtei                    |                             |